# Boubacar Traoré (zanger)
Boubacar Traoré (Kayes, 1942) is een Malinese zanger en bluesgitarist.
Traoré leerde eind jaren 50 gitaarspelen van zijn oudere broer die in Cuba muziek gestudeerd had. Hij werkte aanvankelijk als kleermaker in Bamako, maar was in de jaren 60 veelvuldig op de radio te horen. Traoré werd een ster in Mali en werd vergeleken met Chuck Berry en Elvis Presley. Omdat hij geen platencontract had en hij voor zijn radio-optredens geen royalty's ontving, kon hij echter niet rondkomen van zijn muziek. Daarom ging hij weer als landarbeider en kleermaker werken, en werd hij in Mali min of meer vergeten.
In 1987 werd Traoré in Mali herontdekt. Toen zijn vrouw in 1989 overleed besloot hij naar Parijs te verhuizen. Hij werkte daar in de bouw om in het levensonderhoud van zijn zes kinderen te voorzien, en zong alleen nog voor migranten. Een Britse producer hoorde radio-opnamen van zijn muziek uit de jaren 60 en vervolgens kreeg Traoré voor het eerst een contract bij een platenmaatschappij. Zijn eerste album, Mariama, werd in 1990 uitgebracht. Traoré werd internationaal bekend, en toerde door Europa, Afrika, en Noord-Amerika. De Belgische schrijfster Lieve Joris schreef over hem in haar boek Mali blues (1996). Naar aanleiding van dat boek maakte de Franse regisseur Jaques Sarasin in 2001 een film over Traoré onder de titel Je chanterai pour toi, die in 2005 op dvd verscheen.
De bezetting van Traorés muziek is meestal eenvoudig: zang, gitaar, mondharmonica en percussie-instrumenten met een specifieke klank, zoals de kalebas in water. Traoré zingt in het Frans en diverse Afrikaanse talen. Zijn muziek doet enigszins denken aan die van Habib Koité.
Zijn bijnaam Kar Kar is afgeleid "kari kari" ("dribbel dribbel") wat voetballers die te veel dribbelen in Mali vaak te horen krijgen.

## Discografie
- Mariama (1990)
- Kar Kar (1992)
- Les Enfants de Pierrette (1995)
- Sa Golo (1996)
- Maciré (2000)
- Je chanterai pour toi (2003)
- The Best of Boubacar Traoré: The Bluesman from Mali (2003)
- Kongo Magni (2005)
- Mali Denhou ( 2011)
- MBalimaou (2014)
- Dounia Tabolo (2017)